# John Mundy
John Mundy talvolta citato anche come Munday, (1550 o 1554 – Windsor, 29 giugno 1630) è stato un compositore e organista inglese del Rinascimento, ma anche valente virginalista.

## Biografia
Figlio ed allievo del compositore William Mundy, fu organista ad Eton e succedette a John Marbeck, dopo la sua morte nel 1585, come organista alla St George's Chapel a Windsor. Ricevette un bachelor in musica dalla University of Oxford nel 1586 e un dottorato nel 1624. Nel 1585 venne nominato organista aggiunto alla Westminster Abbey con Nathaniel Giles, posto che mantenne fino alla morte nel 1630.
Mundy fu uno dei primi madrigalisti inglesi. Pubblicò un volume di Songs and Psalms nel 1594 e contribuì con un madrigale, Lightly she whipped o'er the dales, a The Triumphs of Oriana (1601), una raccolta di madrigali realizzata da Thomas Morley in onore della regina Elisabetta I. Compose musica sacra in latino ed inglese, compresa musica per il Book of Common Prayer e cinque dei suoi pezzi sono presenti nel Fitzwilliam Virginal Book, compreso una serie di variazioni della famosa canzone Goe from my window ed una stravagante ma raffinata miniatura, Munday's Joy. Scrisse anche un pezzo sul poema di Chidiock Tichborne, My prime of youth prima dell'esecuzione dello stesso nel 1586, per aver preso parte al complotto Babington.
Mundy venne sostituito, alla sua morte, dal collega Nathaniel Giles.